# ジョリオン・パーマー
ジョリオン・カーライル・パーマー（Jolyon Carlyle Palmer, 1991年1月20日 - ）は、イギリス・ウェスト・サセックス州（イングランド）ホーシャム出身のレーシングドライバー。2014年のGP2シリーズ・チャンピオンであり、父は元F1ドライバーのジョナサン・パーマー。

## 経歴

### Tカーズ (2005年-2006年)
2004年にミニマックス・カートで腕を磨いた後、2005年からはTカーズ（T Cars）選手権のオータム・トロフィーシリーズに参戦する。Tカーズ選手権は、14歳から17歳までのアマチュアレーサーをメインとするレーシングシリーズである。首位のエイドリアン・クアイフ＝ホッブスから46ポイント差の総合5位で終える。翌年はTカーズ選手権の本戦に参加し、ポールポジション1回・表彰台圏内4回を記録する。この年のタイトルを獲得したルチアーノ・バシェタから69ポイント差となる総合5位に入る。シーズン終了後は2年目のオータム・トロフィーシリーズに参戦し、全6戦中4回の優勝を果たしタイトルを獲得する。2007年シーズンも2レースに出場しどちらも優勝を果たしていたが、フォーミュラ・パーマー・アウディへの参戦に専念するため離脱する事になった。

### フォーミュラ・パーマー・アウディ (2007年-2008年)
2007年、パーマーは9年前に父ジョナサンが設立したフォーミュラ・パーマー・アウディに参戦する。デビューレースは12位でフィニッシュする。第9戦ブランズ・ハッチの第1レースではポールポジションを獲得。決勝レースでも首位をキープし初優勝を果たす。シーズン終盤にパーマーは、ウェスト・サセックス州の自宅付近でクワッドバイクを運転中に事故を起こし腹部に怪我を負ってしまう。その為残りのレースを欠場する事になってしまった。最終的には、優勝2回・表彰台圏内4回・ポールポジション2回を記録し総合10位で終える。
2008年のシーズン開幕前には事故の怪我は回復し、2年目に挑んだ。優勝回数こそ昨年を下回る1回だけだったが、表彰台圏内でのフィニッシュは11回と上位に食い込む走りを見せる。総合順位は3位となり躍進した。
シーズン終了後のオータム・トロフィーとショットアウトでもそれぞれ総合3位となる。

### F2 (2009年-2010年)
2009年は、モータースポーツ・ビジョンから25年ぶりに名称が復活したF2選手権へ参戦する事になった。カーナンバーは3。シーズンでの最高成績は、第7戦イモララウンドの第2レースで記録した6位。総合順位は21位だった。翌年の開幕戦・第1レースでは、いきなりハットトリックを達成。続く第2レースでも2位に入り絶好のスタートを切る。イギリス人におけるF2での優勝は、当時ヨーロッパF2選手権だった1983年の最終戦（ムジェロ・サーキット）で父ジョナサンが達成して以来27年ぶりの優勝となった。シーズンを通じてディーン・ストーンマンと共にタイトル争いを繰り広げたが、42ポイント差でタイトル獲得はならなかった。（優勝5回・総合2位） 2011年は一度、第4戦にエントリーするが出走はしなかった。

### GP2シリーズ (2011年-2014年)

#### 2011年
パーマーは、新たにアーデン・インターナショナルからGP2シリーズフル参戦が決定した。チームメイトは、前年スーパーノヴァ・レーシングから出走したヨセフ・クラール。開幕戦イスタンブール・パークラウンドの第2レース、第4戦バレンシア・ストリートラウンドの第1レースにおいて入賞まであと一歩となる9位でフィニッシュする走りを見せた。最終戦終了後に行われたノン・チャンピオンシップラウンド（ヤス・マリーナ・サーキット）ではブロワ・アダックスから出走し、第1レースで3位、第2レースでは4位となる好成績を出した。

#### 2012年
2年目は、iスポーツ・インターナショナルから参戦する事となる。チームメイトはマーカス・エリクソン。シーズン前半は電気系トラブルに泣かされ中々入賞圏内でフィニッシュする事も出来ない展開となった。調子を取り戻したのは、第5戦モナコラウンドだった。第1レースで6位入賞。第2レースではGP2本戦初優勝を果たした。その後、第7戦シルバーストンラウンド第1レースと第11戦モンツァラウンドの第2レースでそれぞれ3位表彰台を獲得する。

#### 2013年
2013年は、カーリン・モータースポーツへ移籍する。チームメイトは2011年のイギリスF3チャンピオンであるフェリペ・ナスル。この年は昨年以上の好成績を挙げたシーズンだった。第2戦バーレーンラウンドと第3戦カタロニアラウンドでは共に第1レースと第2レースで連続入賞を果たした。第7戦ハンガロリンクのラウンド第1レースではキャリア2回目優勝を遂げる。第10戦マリーナベイラウンドの第1レースではハットトリックも達成した。総合順位は昨年の11位から7位へ上昇した。

#### 2014年
フランスの名門DAMSに移籍。シーズンを通じ、コンスタントに上位でポイントを積み重ねて入賞圏外でのフィニッシュは僅か2回（リタイアを含む）。第3戦モナコラウンドの第1レースでは2度目のハットトリックを達成している。優勝4回・表彰台圏内12回の大躍進を果たし、2位のストフェル・バンドーンに47ポイント差を付けGP2タイトルを獲得した。

### F1

#### テストドライバーとして (2014年-2015年)
2014年11月25日、フォース・インディアからシーズン終了後にヤス・マリーナ・サーキットで行われるテスト走行に起用された。当日のテストではエンジントラブルや技術的なトラブルが発生し中々走れない状態が続いたが、テスト終盤に3番手タイムをマーク。その後、0.004秒差でニコ・ロズベルグに抜かれたが4位のタイムでテスト走行を終える。
年が明けた2015年1月20日、ロータスF1チームよりパーマーのテストドライバー兼リザーブドライバー就任が発表された。レギュラードライバーであるパストール・マルドナドとロマン・グロージャンもそれぞれ2010年と2011年にGP2でタイトルを獲得した経験がある。
開幕前にカタロニア・サーキットで行われたバルセロナ合同テストにてロータスでの初走行を行った。開幕後はシーズンを通じて13度金曜日フリー走行に出走した。

#### ロータス／ルノー (2016年-2017年)
2015年10月23日、ハースF1チームへの移籍が決定したグロージャンの後任として、パーマーの2016年レギュラードライバー昇格が発表された。同年12月4日にはルノーによるロータスF1チームの買収が確定し、2016年シーズンからはルノーのワークスチームとして活動することとなった。
2016年、ルノー・R.S.16で全21戦中15戦を完走し安定感を見せたが、入賞は第16戦マレーシアGPでの10位1回のみであった。ハンガリーGPでは入賞圏内の10位を走行していたがスピンを喫しチャンスを逃す一幕もあった。翌年に向けルノーはまずニコ・ヒュルケンベルグの加入を決定。もう一つのシートをチームメイトのケビン・マグヌッセンと争う事となったが、最終的にはマグヌッセンが自らルノーのオプション行使オファーを断りハースへの移籍を選んだことと、F1初年度にしてほぼ互角の成績を残していたパーマーの契約更新が決定した。
2017年、ルノーに残留しヒュルケンベルグとのコンビとなった。前年に続きパーマーの完走率は高かったが、入賞に届かないレースが続いた。ルノー・R.S.17は前年型より速さがあるマシンであり、ヒュルケンベルグはポイントを重ねた一方でパーマーは第13戦終了時点でノーポイントとコンストラクターズ・ランキング争いでの貢献度が低かった。第14戦シンガポールGP直前にルノーは翌シーズンからパーマーに変わってカルロス・サインツの加入を発表。直後のシンガポールGP決勝でパーマーは6位に入りシーズン初入賞を果たしたが、第16戦日本GPでの12位完走を最後に、最終戦を待たずチームとパーマー双方合意の下でチームを離脱。サインツのルノーへの加入が予定より早まることとなった。パーマーは以後F1シートを獲得することは無かった。

### 解説者
2018年はBBCのF1解説チームに加入し、ラジオ放送の解説者のほか、BBC公式サイトにコラムを寄稿する。

## レース戦績

### 略歴
| 年   | シリーズ                                              | 所属チーム                             | レース           | 勝利             | PP               | FL               | 表彰台           | ポイント         | 順位             |
| ---- | ----------------------------------------------------- | -------------------------------------- | ---------------- | ---------------- | ---------------- | ---------------- | ---------------- | ---------------- | ---------------- |
| 2005 | Tカーズ オータム・トロフィー                          | -                                      | 6                | ?                | ?                | ?                | ?                | 92               | 5位              |
| 2006 | Tカーズ                                               | パーマースポーツ・ジュニア             | 20               | 0                | 1                | ?                | 4                | 92               | 5位              |
| 2006 | Tカーズ オータム・トロフィー                          | パーマースポーツ・ジュニア             | 6                | 4                | 3                | 4                | 5                | 61               | 1位              |
| 2007 | フォーミュラ・パーマー・アウディ                      | -                                      | 15               | 2                | 2                | ?                | 4                | 187              | 10位             |
| 2007 | Tカーズ                                               | パーマースポーツ・ジュニア             | 2                | 2                | 1                | 2                | 0                | 24               | 11位             |
| 2008 | フォーミュラ・パーマー・アウディ                      | -                                      | 20               | 1                | 3                | 3                | 11               | 338              | 3位              |
| 2008 | フォーミュラ・パーマー・アウディ オータム・トロフィー | -                                      | 6                | 0                | 0                | 0                | 3                | 89               | 3位              |
| 2008 | フォーミュラ・パーマー・アウディ ショットアウト       | -                                      | 3                | 0                | 0                | 0                | 1                | 36               | 3位              |
| 2009 | FIA フォーミュラ2選手権                               | モータースポーツ・ヴィジョン           | 16               | 0                | 0                | 0                | 0                | 3                | 21位             |
| 2009 | フォーミュラ・パーマー・アウディ                      | パーマースポーツ                       | 8                | 1                | 3                | 2                | 2                | 70               | 16位             |
| 2010 | FIA フォーミュラ2選手権                               | モータースポーツ・ヴィジョン           | 18               | 5                | 5                | 3                | 10               | 242              | 2位              |
| 2011 | GP2シリーズ                                           | アーデン・モータースポーツ             | 18               | 0                | 0                | 0                | 0                | 0                | 28位             |
| 2011 | GP2アジアシリーズ                                     | アーデン・モータースポーツ             | 4                | 0                | 0                | 0                | 0                | 0                | 19位             |
| 2011 | GP2ファイナル                                         | バルワ・アダックス・チーム             | 2                | 0                | 0                | 0                | 1                | 9                | 4位              |
| 2011 | FIA フォーミュラ2選手権                               | パーマースポーツ                       | 2                | 0                | 0                | 0                | 0                | 0                | NC               |
| 2012 | GP2シリーズ                                           | iスポーツ・インターナショナル          | 24               | 1                | 0                | 0                | 3                | 78               | 11位             |
| 2013 | GP2シリーズ                                           | カーリン・モータースポーツ             | 22               | 2                | 1                | 2                | 3                | 119              | 7位              |
| 2014 | GP2シリーズ                                           | DAMS                                   | 22               | 4                | 3                | 7                | 12               | 276              | 1位              |
| 2014 | フォーミュラ1                                         | サハラ・フォース・インディア・F1チーム | テストドライバー | テストドライバー | テストドライバー | テストドライバー | テストドライバー | テストドライバー | テストドライバー |
| 2015 | フォーミュラ1                                         | ロータスF1チーム                       | テストドライバー | テストドライバー | テストドライバー | テストドライバー | テストドライバー | テストドライバー | テストドライバー |
| 2016 | フォーミュラ1                                         | ルノー・スポールF1チーム               | 21               | 0                | 0                | 0                | 0                | 1                | 18位             |
| 2017 | フォーミュラ1                                         | ルノー・スポールF1チーム               | 16               | 0                | 0                | 0                | 0                | 8                | 17位             |

- * : 今シーズンの順位。（現時点）

### FIA フォーミュラ2選手権
| 年     | 1        | 2         | 3         | 4        | 5        | 6         | 7         | 8         | 9        | 10       | 11       | 12        | 13       | 14      | 15       | 16       | 17      | 18       | DC   | ポイント |
| ------ | -------- | --------- | --------- | -------- | -------- | --------- | --------- | --------- | -------- | -------- | -------- | --------- | -------- | ------- | -------- | -------- | ------- | -------- | ---- | -------- |
| 2009年 | VAL 1 21 | VAL 2 Ret | BRN 1 10  | BRN 2 14 | SPA 1 16 | SPA 2 Ret | BRH 1 12  | BRH 2 16  | DON 1 16 | DON 2 12 | OSC 1 15 | OSC 2 19  | IMO 1 12 | IMO 2 6 | CAT 1 13 | CAT 2 11 |         |          | 21位 | 3        |
| 2010年 | SIL 1    | SIL 2     | MAR 1 Ret | MAR 2 5  | MNZ 1    | MNZ 2 1   | ZOL 1 2   | ZOL 2     | ALG 1    | ALG 2    | BRH 1 8  | BRH 2 Ret | BRN 1 5  | BRN 2 1 | OSC 1 3  | OSC 2 12 | VAL 1 7 | VAL 2 13 | 2位  | 242      |
| 2011年 | SIL 1    | SIL 2     | MAG 1     | MAG 2    | SPA 1    | SPA 2     | NÜR 1 DNS | NÜR 2 DNS | BRH 1    | BRH 2    | SPL 1    | SPL 2     | MNZ 1    | MNZ 2   | CAT 1    | CAT 2    |         |          | NC   | 0        |

- 太字はポールポジション、斜字はファステストラップ。(key)

### GP2シリーズ
| 年     | エントラント                  | 1          | 2          | 3            | 4          | 5           | 6           | 7           | 8           | 9          | 10          | 11          | 12          | 13         | 14         | 15          | 16         | 17          | 18         | 19          | 20         | 21        | 22          | 23          | 24          | DC   | ポイント |
| ------ | ----------------------------- | ---------- | ---------- | ------------ | ---------- | ----------- | ----------- | ----------- | ----------- | ---------- | ----------- | ----------- | ----------- | ---------- | ---------- | ----------- | ---------- | ----------- | ---------- | ----------- | ---------- | --------- | ----------- | ----------- | ----------- | ---- | -------- |
| 2011年 | アーデン・インターナショナル  | IST FEA 17 | IST SPR 9  | CAT FEA 18   | CAT SPR 17 | MON FEA NC  | MON SPR 11  | VAL FEA 9   | VAL SPR Ret | SIL FEA 20 | SIL SPR 16  | NÜR FEA 19  | NÜR SPR Ret | HUN FEA 22 | HUN SPR 18 | SPA FEA Ret | SPA SPR 14 | MNZ FEA Ret | MNZ SPR 19 |             |            |           |             |             |             | NC   | 0        |
| 2012年 | iスポーツ・インターナショナル | SEP FEA 17 | SEP SPR 12 | BHR1 FEA DNS | BHR1 SPR 7 | BHR2 FEA 24 | BHR2 SPR 22 | CAT FEA 9   | CAT SPR DNS | MON FEA 6  | MON SPR 1   | VAL FEA Ret | VAL SPR Ret | SIL FEA 3  | SIL SPR 5  | HOC FEA 18  | HOC SPR 18 | HUN FEA 6   | HUN SPR 5  | SPA FEA Ret | SPA SPR 10 | MNZ FEA 7 | MNZ SPR 3   | MRN FEA Ret | MRN SPR Ret | 11位 | 78       |
| 2013年 | カーリン・モータースポーツ    | SEP FEA 6  | SEP SPR 9  | BHR FEA 5    | BHR SPR 6  | CAT FEA 10  | CAT SPR 4   | MON FEA Ret | MON SPR 12  | SIL FEA 6  | SIL SPR Ret | NÜR FEA 24  | NÜR SPR 11  | HUN FEA 1  | HUN SPR 12 | SPA FEA 15  | SPA SPR 6  | MNZ FEA Ret | MNZ SPR 10 | MRN FEA 1   | MRN SPR 17 | YMC FEA 2 | YMC SPR Ret |             |             | 7位  | 119      |
| 2014年 | DAMS                          | BHR FEA 3  | BHR SPR 1  | CAT FEA 2    | CAT SPR 2  | MON FEA 1   | MON SPR 7   | RBR FEA 5   | RBR SPR 6   | SIL FEA 2  | SIL SPR 4   | HOC FEA 3   | HOC SPR 6   | HUN FEA 4  | HUN SPR 2  | SPA FEA 6   | SPA SPR 3  | MNZ FEA 8   | MNZ SPR 1  | SOC FEA 1   | SOC SPR 10 | YMC FEA 2 | YMC SPR Ret |             |             | 1位  | 276      |

- 太字はポールポジション、斜字はファステストラップ。(key)

#### GP2アジアシリーズ
| 年     | エントラント                 | 1          | 2          | 3          | 4           | DC   | ポイント |
| ------ | ---------------------------- | ---------- | ---------- | ---------- | ----------- | ---- | -------- |
| 2011年 | アーデン・インターナショナル | YMC FEA 14 | YMC SPR 10 | IMO FEA 19 | IMO SPR Ret | 19位 | 0        |

- 太字はポールポジション、斜字はファステストラップ。(key)

### F1
| 年     | エントラント | シャシー   | エンジン                          | 1       | 2       | 3      | 4       | 5      | 6       | 7       | 8       | 9      | 10      | 11     | 12     | 13      | 14      | 15     | 16      | 17     | 18     | 19     | 20      | 21     | WDC  | ポイント |
| ------ | ------------ | ---------- | --------------------------------- | ------- | ------- | ------ | ------- | ------ | ------- | ------- | ------- | ------ | ------- | ------ | ------ | ------- | ------- | ------ | ------- | ------ | ------ | ------ | ------- | ------ | ---- | -------- |
| 2015年 | ロータス     | E23 Hybrid | メルセデス PU106B Hybrid 1.6 V6 t | AUS     | MAL     | CHN TD | BHR TD  | ESP TD | MON     | CAN     | AUT TD  | GBR TD | HUN TD  | BEL TD | ITA TD | SIN     | JPN TD  | RUS TD | USA TD1 | MEX TD | BRA TD | ABU TD |         |        | -    | -        |
| 2016年 | ルノー       | R.S.16     | ルノー R.E.16 1.6 V6 t            | AUS 11  | BHR DNS | CHN 22 | RUS 13  | ESP 13 | MON Ret | CAN Ret | EUR 15  | AUT 12 | GBR Ret | HUN 12 | GER 19 | BEL 15  | ITA Ret | SIN 15 | MAL 10  | JPN 12 | USA 13 | MEX 14 | BRA Ret | ABU 17 | 18位 | 1        |
| 2017年 | ルノー       | R.S.17     | ルノー R.E.17 1.6 V6 t            | AUS Ret | CHN 13  | BHR 13 | RUS Ret | ESP 15 | MON 11  | CAN 11  | AZE Ret | AUT 11 | GBR DNS | HUN 12 | BEL 13 | ITA Ret | SIN 6   | MAL 15 | JPN 12  | USA    | MEX    | BRA    | ABU     |        | 17位 | 8        |

- 太字はポールポジション、斜字はファステストラップ。(key)
- 1 : サードドライバーとしてエントリーしたが悪天候のため出走出来なかった。